# دار الكتب العلمية
دار الكتب العلمية هي دار نشر لبنانية أسسها محمد علي بيضون في بيروت سنة 1971م، وتعتبر واحدة من أكبر دور النشر في لبنان والعالم العربي، حيث تعني بطباعة مختلف الكتب العربية والإسلامية، ونشرها نشراً علمياً مُحققاً مع الفهارس الدقيقة، وخصوصاً كتب أهل السنة والجماعة على المذاهب الفقهية الأربعة، ولا تقوم بنشر أي كتاب يتعارض معها.

## عدد الإصدارات
في عام 2020م، بلغ مجموع إصدارات الدار أكثر من 10000 كتاب، مع العلم أن حوالي 2000 منها يتراوح بين مجلدين و37 مجلداً. ويبلغ عدد الإصدارات السنوية حوالي 400 عنوان جديد سنوياً، وربما تصل في بعض السنوات إلى 500 عنوان سنوياً. ولدى الدار حوالي 600 كتاب مترجم للغات الإنجليزية والفرنسية والإسبانية.
ومن الكتب المطبوعة والمترجمة إلى الإنجليزية:
- الموطأ للإمام مالك بن أنس
- الأدب المفرد
- صحيح البخاري
- تفسير ابن كثير
- تحفة المريد شرح جوهرة التوحيد
- مقدمة ابن خلدون
- لباب النقول في أسباب النزول
- الرسالة للقيرواني
- الشفا بتعريف حقوق المصطفى
- شرح الأربعين النووية